# 1720
Cette page concerne l'année 1720  du calendrier grégorien.
L'année 1720 est une année bissextile qui commence un lundi.

## Événements
- 20 mars[1] : une loi autorise à nouveau l'émigration vers le Brésil, mais elle est limitée aux Portugais invités à y tenir des fonctions[2].
- 16 juin-6 septembre : expédition Villasur. Le 14 août, les troupes espagnoles de Pedro de Villasur sont massacrées par les forces franco-Pawnees sur le territoire du Kansas[3].
- 28-29 juin : début de la révolte de Vila Rica au Brésil, réprimée le 14 juillet. Le principal conjuré, Felipe dos Santos, est pendu[4].
- 25 juillet : combat d'Anjouan aux Comores, entre un navire pirate et un vaisseau de la British East india Company[5].
- 15 septembre : Kelzang Gyatso est intronisé comme septième dalaï-lama (fin en 1757)[6].
- 24 septembre, Tibet : les troupes chinoises expulsent les Dzoungars et entrent dans Lhassa[7]. Les empereurs Qing affirment leur souveraineté sur le pays, en laissant à Lhassa des représentants et une petite garnison.
- 28 septembre[8] : l'empereur moghol Muhammad Shâh, avec l’aide du vice-roi du Dekkan Nizam ul-Mulk fait assassiner le ministre Hussain Ali, puis en novembre emprisonner le ministre Abdoullah Khan (empoisonné en 1722)[9]. Muhammad Shâh mène une vie de plaisir, protège les arts mais ne s’intéresse pas aux affaires de l’empire et les provinces de l'empire moghol reprennent progressivement leur indépendance (Hyderabad, Maïssour, Aoudh, Bengale).

- Le roi Jean V de Portugal supprime la Compagnie du Commerce du Brésil[10]. Il rétablit l’exclusive coloniale, tout en accordant des contrats à des entrepreneurs privés (asiento) et maintient le système des convois, organisés sous l’autorité du Conseil des Finances.
- Fondation de Fort de Chartres par les Français au Pays des Illinois[11].
- Création de Fort Toronto par les Français (pour la traite des fourrures). Il est abandonné au bout de dix ans[12].
- Introduction du café à la Martinique[13].
- Fondation par les russes du fort d’Oust-Kamenogorsk contre les Kazakhs[14].

### Europe
- 1er février (21 janvier du calendrier julien) : traité de Stockholm, mettant fin à la guerre entre la Suède et la Prusse. La Prusse obtient Stettin et les bouches de l’Oder lors de la paix de Stockholm[15]. Elle transforme la région de zone de prédilection de ses nobles grands propriétaires, les Junkers.
- 26 janvier : Philippe V d'Espagne accède à la Quadruple-Alliance au traité de Madrid[16]. Il renonce définitivement au trône de France, évacue la Sardaigne et la Sicile. Charles VI renonce à la couronne d’Espagne et accepte que la suzeraineté des duchés de Toscane et de Parme aillent à l’infant don Carlos.
- 11 février : promulgation en Russie du Règlement pour les affaires ecclésiastiques rédigé sous la direction de l’évêque Théophane Prokopovitch[17].
- 17 février : paix de La Haye. Fin de la guerre de la Quadruple-Alliance[16].
- 29 février : Ulrique-Éléonore de Suède abdique en faveur de son époux Frédéric de Hesse qui est reconnu roi le 24 mars (fin de règne en 1751)[18]. Celui-ci essaie de retrouver l’absolutisme (1720-1723).
- 26 mars :
  - Diego de Astorga y Céspedes est confirmé comme inquisiteur général en Espagne (fin en 1727)[19]. Reprise de l’activité de l’Inquisition en Espagne.
  - Adoption du Dependency of Ireland on Great Britain Act, loi rappelant le droit du Parlement britannique à légiférer en Irlande[20].
  - Le marquis de Pontcalec et trois autres gentilshommes impliqués dans sa conspiration sont exécutés a Nantes[21].
- 26 avril : Arvid Horn, chef du parti des « Bonnets », favorables à la stabilité et aux accords avec la Russie et la Grande-Bretagne, est nommé président de la chancellerie de Frédéric Ier de Suède[22].
- 3 mai : couronnement de Frédéric Ier de Suède[23].
- 20 mai, Aranjuez : ratification de la Paix de La Haye par le roi Philippe V d'Espagne, contraint d’adhérer à la Quadruple-Alliance[24].
- 19 juin : la Diète de Ljubljana ratifie la Pragmatique Sanction[25].
- 22 juin : Philippe V signe sa renonciation aux provinces détachées de la monarchie espagnole, en se réservant son droit de réversibilité à l'égard de la Sardaigne[16].
- 3 juillet : traité de Frederiksborg. Frédéric IV de Danemark obtient le Schleswig méridional, le Hanovre, Brême et Verden, la Prusse une partie de la Poméranie[26].
- 17 juillet : effondrement du Système de Law en France[27].

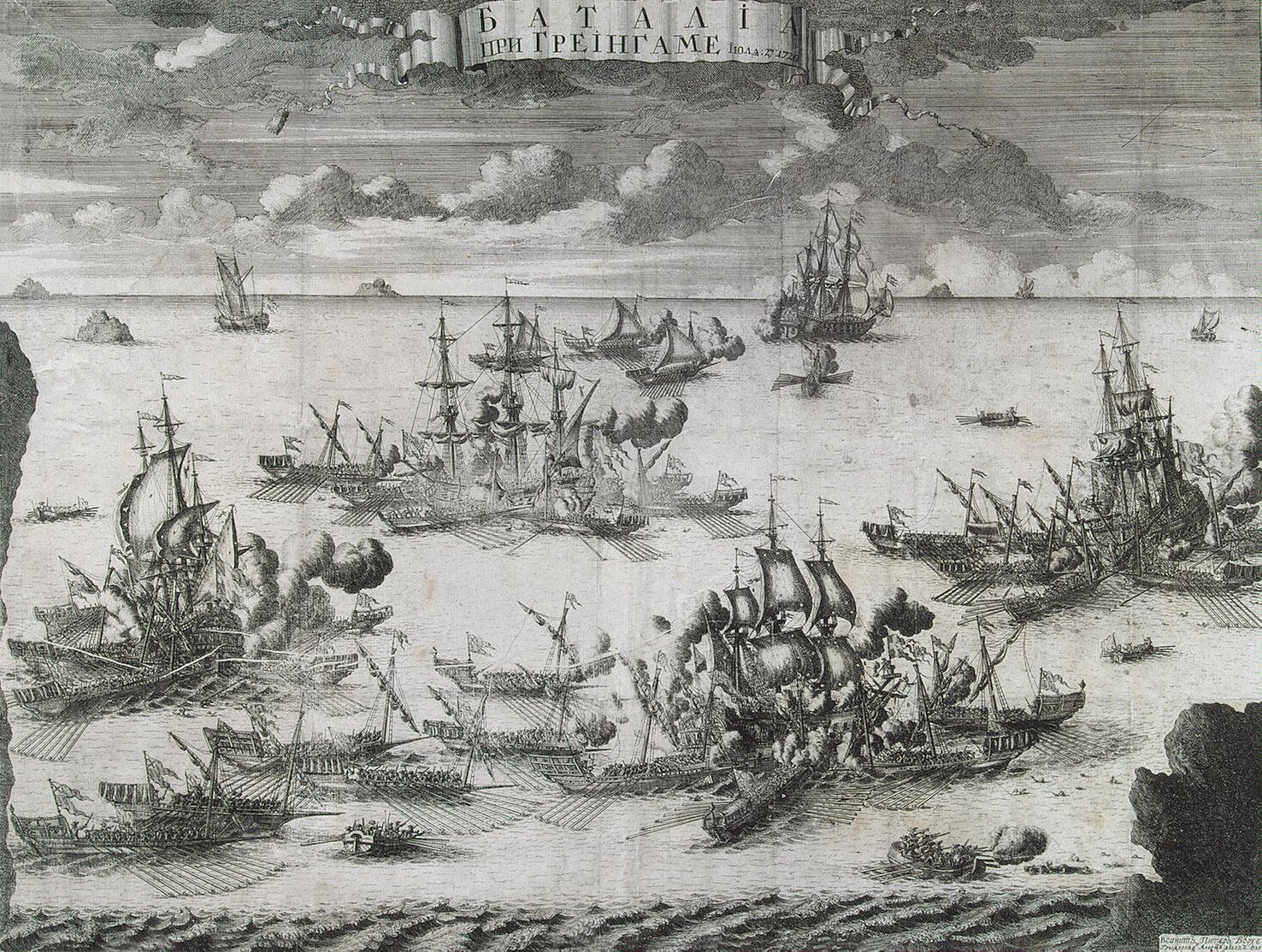
27 juillet : bataille de Grengam.

- 27 juillet : bataille de Grengam. Victoire navale russe dans les Îles Åland[28].
- 8 août : Victor-Amédée II de Savoie (1718-1730) devenu roi de Sardaigne en application du traité de Londres, prend possession, en sus des États sardes de terre-ferme, de l’île de Sardaigne[29]. La Sicile est cédée par la Savoie à l’Autriche en échange.

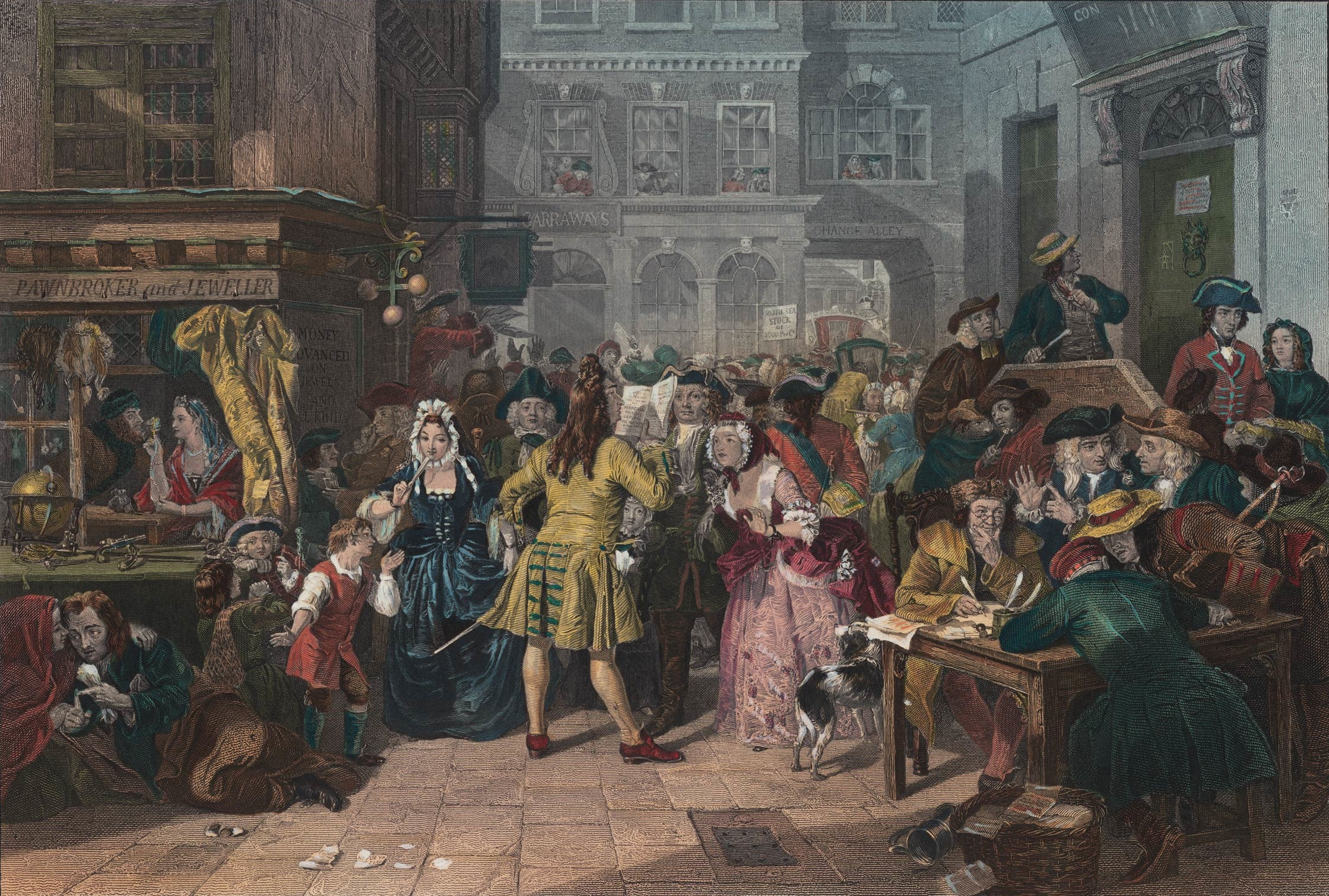
E.M. Ward, La bulle des mers du Sud, 1846

- Septembre : South Sea Bubble, krach financier résultant d’une spéculation effrénée sur les bons d’État en Grande-Bretagne. Le South Sea Act (9 juin) soumet à autorisation royale la fondation de toute compagnie par action, mais la mesure est difficilement applicable[30].

## Naissances en 1720
- 10 février : Charles de Géer, biologiste et homme politique suédois († 7 mars 1778).
- 13 mars : Charles Bonnet, biologiste et philosophe suisse († 20 mai 1793).
- 18 juillet : Gilbert White, naturaliste et ornithologue britannique († 26 juin 1793).
- 17 août : Charles Eisen, peintre et graveur français († 4 janvier 1778).
- 16 septembre : Carlo Magini, peintre baroque italien († 1806).
- 1er novembre : Toussaint-Guillaume Picquet de la Motte, officier de marine français († 10 juin 1791).
- 30 novembre : María Andrea Casamayor, mathématicienne et écrivaine espagnole († 23 octobre 1780).
- Date précise inconnue ou non renseignée :
  - Anna Bacherini Piattoli, peintre italienne († 1788).
  - Marianne-Agnès Falques, femme de lettres française († entre 1773 et 1785).
  - Niccolò Lapiccola, peintre baroque italien de l'école romaine († 1790).
  - Francesc Mariner, organiste et compositeur espagnol († 7 décembre 1789).
  - Thomas Vincent, compositeur anglais de musique baroque († 1783).
- Vers 1720 : 
  - Henry Lloyd, militaire gallois, auteur d'ouvrages d'histoire et de tactique militaires († 19 juin 1783).
  - Francesco Sasso, peintre italien († 22 avril 1776).

## Décès en 1720
- 26 février : Jean-François de Cloche dit Antonin Cloche, Maître général de l'Ordre des Prêcheurs français
- 21 avril : Antoine de Hamilton, écrivain écossais d'expression française (° 1646).
- 6 mai : Giovanni Agostino Cassana, peintre baroque italien (° vers 1658).
- 17 août : Madame Dacier, philologue et traductrice française (° 1645).
- 10 octobre : Antoine Coysevox, sculpteur français (° 29 septembre 1640).
- 25 octobre : Antoine IV de Gramont, duc de Gramont, vice-roi de Navarre (° 1641).
- 17 novembre : Calico Jack Rackham, pirate d'origine anglaise (° 21 décembre 1682).
- Date précise inconnue :
  - Fiodor Ignatiev, peintre russe iconographe (° 1646 ou 1649).
  - Asadoullah Khan II, prince afghan de la dynastie des Durrani (° novembre 1687).
  - Giuseppe Zanatta, peintre baroque italien (° 29 septembre 1634).
  - Sybilla Righton Masters, inventrice américaine (° 1676).
- Vers 1720 :
  - Giuseppe Maria Abbiati, dessinateur et graveur en taille-douce italien (° vers 1658).